# Amegilla luzonica
Amegilla luzonica är en biart som först beskrevs av Cockerell 1914.  Amegilla luzonica ingår i släktet Amegilla och familjen långtungebin. Inga underarter finns listade i Catalogue of Life.